# Pieter de Meulenaere
Pieter de Meulenaere of De Mûelenaere (Cadzand, ca. 1500 - Brugge, 15 april 1561) was de eerste van de notabele familie De Meulenaere die zich in Brugge vestigde. Hij werd weliswaar geen poorter, en bleef vrijlaat van het Brugse Vrije, maar kwam niet onbemiddeld in Brugge wonen en werkte zich al snel op tot een van de notabelen van de stad. Hij zorgde voor nakomelingen die gunstige huwelijken aangingen en weldra in de stadsmagistraat een rol zouden spelen.

## Levensloop
Pieter de Meulenaere was een zoon van Michiel de Meulenaere en van Adriane Hendricx. Geboren in Cadzand rond 1500, was hij vrijlaat van het Brugse Vrije onder het ambacht van Aardenburg.  
In Brugge trouwde hij in 1528 met Jossine de Vale († 14 november 1582), dochter van Willem de Vale, schepen van het Brugse Vrije, en van Helsoete Hoste. 
In 1547 kocht hij het 'Hof van Saint-Pol', een herenhuis gelegen aan de voet van de Snaggaardsbrug langs de Langerei. Hij werd lid van de Sint-Sebastiaansgilde van handboogschutters en van de confrérieën van het H. Sacrament en van de H. Geest in de Sint-Gilliskerk.

## Kinderen
Pieter de Meulenaere en Jossine de Vale hadden acht kinderen:
- Maria de Meulenaere († 1616), die trouwde met Jacob de Damhouder († 1592), schepen van Brugge en gouverneur van de Bogardenschool.
- Jossine de Meulenaere, die trouwde met Simon de Damhouder, broer van Jacob.
- Michiel de Meulenaere, raadpensionaris van de stad Brugge, klerk van de weezerie, die trouwde met Maria van Eck.
- Adriana de Meulenaere, die trouwde met Ghislenus Ketels, schepen van Brugge.
- Katerine de Meulenaere, die trouwde met Antoon Voet, heer van Voormezeele, schepen van Brugge.
- Willem de Meulenaere († 1589), die trouwde met Magdalena Weyts.
- Zacharias de Meulenaere, die trouwde met Clara d'Haemere.
- Anna de Meulenaere x Juan de la Torre, lid van de Raad van Vlaanderen en van de Spaanse Natie.

## Eigendommen
De familie De Meulenaere, eenmaal ze in Cadzand gevestigd was, interesseerde zich voor het droogleggen van moerasgronden en het aanleggen van vruchtbare poldergrond. Dit was de snelste manier om landbouwgronden te verwerven. Dit werd dan ook de basis van de rijkdom van de familie. Dit kwam tot uiting naar aanleiding van de erfopvolging van Pieter.
- De Meulenaere had 129 gemeten in lenen geërfd van zijn ouders, zijn twee overleden zussen en een oom.
- Zijn vrouw had eveneens 129 gemeten geërfd van haar ouders en van een overleden broer. Samen erfden ze dus 258 gemeten of 114 ha. grond.
- In de loop van het huwelijk had het echtpaar nogmaals 370 gemeten in leen en 214 gemeten in volle eigendom verworven, samen 584 gemeten of bijna 300 ha. Al deze gronden lagen in poldergebieden, hoofdzakelijk in en rond Cadzand: in de Oudelandpolder, Tienhonderdpolder, Vierhonderdpolder, Bladelinpolder (met ook nog een eerden huizekin), Polder van de Antwerp, Sint Janspolder, Eyckepolder,  Capellepolder (Zuidzande), Strijdersgatpolder, Noordpolder (Axel), Snellegherspolder, Oostburgpolder, Loodijkpolder, Grote Tarwepolder, Lisebettepolder en Metteneyepolder (Nieuwvliet).
- Daarnaast bezat het echtpaar ook nog: 3 gemeten in Groede, 13 gemeten in Heinkewerve, 13 gemeten in Sluis, 13 gemeten in Lapscheure en een hofstede met 42 gemeten in Lapscheure-Zuid.
- De eigendommen die het echtpaar in bezit had in Brugge waren:
  - zeven gemeten en 50 roeden grond,
  - het hof Sint-Pol langs de Langerei, met uitgang langs de Collaert Mansionstraat,
  - vijf door Pieter gebouwde huizen langs de Langerei,
  - 24 door Pieter gebouwde huizen in de Stuivenbergstraat bij de Peterseliestraat,
  - het hof 'Het Walleken', met circa drie gemeten, met walgracht, in de Koopmansstraat,
  - een huis met heester in de Snaggaardstraat,
  - een 'stenen' huis en zeven 'huzekins' in de nu verdwenen Sint-Obrechtstraat (die in 1624 opgenomen werd in het nieuw Kartuizerklooster, Langestraat),
- Het echtpaar bezat voor 1305 pond renten en had voor 1007 pond gelden uitgeleend.

## Indijkingen
De aanleg van polders bracht mee dat Pieter deelnam aan bedijkingswerken. Een aantal van die werken (er waren er ongetwijfeld meer) kennen we doordat ze vermeld werden in de openstaande rekeningen bij zijn overlijden. 
Het betrof: indijkingen in Cadzand, in Nieuwvliet (Metteneyepolder), in de Oudelandpolder, in de Eyckepolder, in de Bladelinpolder, in de Loodijkpolder en in de Lisebettepolder.

## Landbouwuitbating en handel
Pieter behield de ouderlijke landbouwuitbating in Cadzand. Hij won gerst, tarwe, koolzaad, haver en andere vruchten, die hij zelf verkocht. Zijn handelsactiviteiten waren breder dan de verkoop van de eigen productie. Hij kocht en verkocht ook de granen van andere boeren.

## De levenswandel
De erfenisaangifte liet toe gedeeltelijk de 'train de vie' van het gezin van Pieter de Meulenaere te kennen. Het is duidelijk dat slechts sommige elementen werden vermeld en dat meubelen, linnen en huisraad buiten beschouwing bleven. Ook andere zaken kunnen vooraf onder de kinderen verdeeld zijn, of eigendom gebleven zijn van de weduwe. De inventaris vermeldde de aanwezigheid in het sterfhuis van:
- 101 pond 13 sch. 10 gr. gereed geld,
- zilverwerk, namelijk drie zilveren kroezen, twee zilveren zoutvaten en negen zilveren lepels,
- juwelen: een paternoster in koraalsteen met gouden tekens en een gouden appeltje, een paternoster in zwarte amber met gouden tekens en een gouden appeltje, drie gouden ringen en een zilveren riempje.

Het dienstpersoneel bestond uit twee knechten en een meid.

## Dood en uitvaart
Tijdens zijn laatste ziekte werd De Meulenaere bijgestaan door een verpleegster die de voornaam Pieryne droeg. Zijn arts was dokter Frans Rapaert en de geneesmiddelen werden gehaald bij de apotheker 'in het Haentkin'. De onderpastoor van Sint-Gillis kwam hem berechten op zijn sterfbed.
De uitvaart gebeurde 'met de hoogste dienst'. Er werd een dure kist aangekocht, twaalf stallichten en veel kaarsen. 'Clynckers' of uitroepers werden betaald om de dood in de stad aan te kondigen, er werden rouwmantels en rouwmutsen gehuurd. De zang tijdens de uitvaart werd verzorgd door de kinderen van de Bogaerdenschool. Aan zestig armen van de Sint-Gillisparochie werden broden en aalmoezen uitgedeeld. Na de begrafenisdienst werd aan familie en vrienden een maaltijd aangeboden. Zijn testament voorzag in giften aan de dissen van de Sint-Gillisparochie en van de kerk in Cadzand.
Pieter De Meulenaere, en later zijn vrouw, werden bijgezet in het koor van de Sint-Gilliskerk. Zowel in deze kerk als bij de Brugse kartuizers werd een jaar lang elke dag een herdenkingsmis gecelebreerd, met tot besluit, een jaar na het overlijden, een plechtige jaarmis.